# Дзгоев, Таймураз Асланбекович
Таймура́з Асланбе́кович Дзго́ев (осет. Дзгойты Асланбекы фырт Таймураз; 24 июля 1961, город Владикавказ, Северо-Осетинская АССР, СССР) — советский борец вольного стиля, двукратный чемпион мира (1982, 1983). Заслуженный мастер спорта по вольной борьбе (1982).
Сын Дзгоева Асланбека Захаровича.

## Биография
Родился 24 июля 1961 года во Владикавказе Северной Осетии. С раннего детства занимался вольной борьбой под руководством своего отца, заслуженного тренера СССР Дзгоева Асланбека Захаровича. Впервые на соревнованиях выступил в 1972 году. В 1974 году в весе 68 кг выполнил норму мастера спорта. в 1975 году стал чемпионом РСФСР среди юношей, а позже четырёхкратным чемпионом СССР среди юношей (1977, 1978, 1979, 1980). Обладал отличной физической подготовкой. В 1981 году в Канаде стал чемпионом мира среди юношей, победитель международных турниров имени Данко Колова и имени Али Алиева. Призёр Кубка мира в 1983 году и Суперкубка мира в 1985 году. В 1983 году чемпион ФРГ, Японии и чемпион Спартакиады народов СССР. Чемпион СССР (1982, 1983). И конечно же двукратный чемпион мира (1982, 1983).
В 1985 году Таймуразу пришлось уйти из спорта из за травмы, полученной на соревнованиях.
Имеет 2 высших образования. В 1984 году окончил Карачаево-Черкесский государственный педагогический институт, а в 1988 году — Северо-Осетинский государственный университет имени Коста Левановича Хетагурова.
Заслуженный работник физической культуры СО АССР (1983).
На данный момент председатель Комитета по физической культуре, спорту и молодёжной политике РСО-Алания. Живёт во Владикавказе.

## Спортивные достижения
- Чемпион РСФСР среди юношей (1975)
- Четырёхкратный чемпион СССР среди юношей (1977, 1978, 1979, 1980)
- Чемпион мира среди юношей в Канаде (1981)
- Победитель международного турнира имени Али Алиева (1981)
- Победитель международного турнира имени Данко Колова (1981)
- Двукратный чемпион мира (1982, 1983)
- Двукратный чемпион СССР (1982, 1983)
- Чемпион Спартакиады народов СССР (1983)
- Чемпион ФРГ (1983)
- Чемпион Японии (1983)
- Победитель международного турнира «Большой шлем Италии» в Италии (1982)